# Patrick Lopeze
Patrick Lopeze, né le 27 septembre 1947, est décédé le 27 novembre 2023 est un joueur de pétanque français.

## Clubs
- ?-? : Pétanque Briarde (Seine-et-Marne)

## Palmarès[1]

### Séniors

#### Championnat du Monde
Champion du Monde
- Triplette 1985 (avec Alain Bideau et Didier Choupay) :  Équipe de France

#### Championnat d'Europe
Champion d'Europe
- 1989

#### Championnats de France
Champion de France
- Triplette 1985 (avec Alain Bideau et Didier Choupay) : Pétanque Briarde